# Punta Alta (Malvinas)
La punta Alta (en inglés: High Bluff Cape) es un cabo ubicado en el extremo suroeste de la isla Gran Malvina en las islas Malvinas cerca del promontorio Chacabuco y del cabo Sarmiento, marcando la entrada oeste a la caleta Chacabuco.